# Новый Чарыш
Но́вый Чары́ш — посёлок в Усть-Калманском районе Алтайского края России. Входит в состав Усть-Калманского сельсовета.

## История
По данным Списка населенных мест 1926 года, выселок Ново-Чарышский на реке Чарыш относился к Пристанскому району Бийского округа, основан в 1920 году. В нём проживало 112 мужчин и 117 женщин в 44 хозяйствах. Преобладающая национальность —русские.

## География
Посёлок находится на реке Чарыш.
Климат
Климат в регионе резко континентальный, соответствует умеренно теплой климатической зоне. В январе средняя температура атмосферы минус 17,7°C, в июле — плюс 19,8°C. Период без морозов составляет 120—130 дней в году. Годовое количество солнечных дней 250—260. За год выпадает от 450 мм до 500 мм осадков, преимущественно в летнее время. Господствующие ветры имеют юго-западное направление . 
Расстояние до
- районного центра Усть-Калманка 8 км.
- областного центра Барнаул 190 км.

Уличная сеть
В посёлке одна улица — Центральная 
Ближайшие села
Чарышское 4 км, Дружба 8 км, Приозёрный 8 км, Степной 12 км, Восточный 16 км, Усть-Камышенка 18 км, Пономарево 18 км, Западный 22 км.

## Население
| 1997 | 1998 | 1999 | 2000 | 2001 | 2002 | 2003 |
| ---- | ---- | ---- | ---- | ---- | ---- | ---- |
| 366  | ↘365 | ↘341 | ↘326 | ↗334 | ↘327 | ↘319 |
| 2004 | 2005 | 2006 | 2007 | 2008 | 2009 | 2010 |
| ↗327 | ↘317 | ↘300 | ↗314 | ↘286 | ↗292 | ↘218 |
| 2011 | 2012 | 2013 |      |      |      |      |
| ↘214 | ↘208 | →208 |      |      |      |      |

## Инфраструктура
В посёлке есть начальная школа МКОУ «Ново-Чарышская ООШ», ФАП, магазин. Почтовое отделение, обслуживающее жителей посёлка Приозёрный, находится в административном центре Усть-Калманка.
Транспорт
По району проходит автодорога Алейск  Чарышское, сеть региональных автодорог связывает село с районным центром и ближайшими сёлами. Автостанция в Усть-Калманке предоставляет услуги по перевозке пассажиров на 12 междугородных и пригородных маршрутах.
Ближайшая железнодорожная станция находится в городе Алейске, в 60 км от райцентра Усть-Калманка.